# 瓦齊曼河
67°14′N 29°58′E / 67.233°N 29.967°E
瓦齊曼河（俄语：Ватсиманйоки），是俄羅斯的河流，位於該國西北部摩爾曼斯克州，屬於通察約基河的左支流，河道全長50公里，流域面積547平方公里，河水主要來自融雪。